# Józef Bendziecha
Józef Bendziecha (ur. 1956 w Ostrowie Wielkopolskim) – polski rysownik i ilustrator.
Absolwent Państwowego Liceum Sztuk Plastycznych w Poznaniu. W latach osiemdziesiątych publikował jako poeta i rysownik w ramach ostrowskiej grupy poetyckiej Cztery słowa, do której należał m.in. Paweł Berkowski.
Zajmuje się głównie rysunkiem satyrycznym, grafiką i ilustracją prasową, choć jego zainteresowania twórcze dotykają także obszarów komiksu i animacji. 
Jako ilustrator i rysownik publikował zarówno w prasie lokalnej (Gazeta Ostrowska, Południowa Wielkopolska) jak i w wielu renomowanych gazetach i czasopismach ogólnopolskich (Gazeta Wyborcza, Polityka, Wprost) czy zagranicznych (L'estacade).
Artysta ma na swoim koncie udział w ponad stu pięćdziesięciu wystawach w Polsce i za granicą (Europa, Korea Południowa, Australia, Brazylia, Turcja, Argentyna). W swoich działaniach artystycznych wykorzystuje nowatorskie sposoby prezentacji (wykorzystanie internetu, zastosowanie form ogłoszeniowych, autorska akcja Plakat do niczego). Ponadto jest pomysłodawcą plikografii, a zarazem twórcą tego terminu.
Do najważniejszych wyróżnień należą:
- I Nagroda Ogólnopolskiego Konkursu na Rysunek Satyryczny, Płośnica 2001,
- I Nagroda World against drugs, Kazań 2001,
- Medal Honorowy IV Porto Carton Festival, Porto 2002,
- V Nagroda XI Dajeon Int Cartoon Contest, Korea 2002,
- III Nagroda 8th International Cartoon Contest "Music", Izrael 2003.